# I’m Sitting on Top of the World
I’m Sitting on Top of the World (Just Rolling Along) ist ein Song, der von  Ray Henderson (Musik) und Sam M. Lewis und Joe Young (Text) geschrieben und 1925 veröffentlicht wurde.

## Entstehungsgeschichte
Das vom erfolgreichen Songwriter-Team Ray Henderson, Sam M. Lewis und Joe Young in F-Dur und in der typischen Form des Tin-Pan-Alley-Songs geschriebene Lied hat die Form AABA. Nach Ansicht von Marvin E. Paymer und Don E. Post ist I’m Sitting on Top of the World „einer der optimistischsten Songs, die je geschrieben wurden“; „Der Liedtext arbeitet mit so ausdrucksstarken Passagen wie just rolling along und Just like Humpty-Dumpty, I'm going to fall, und die Musik mit hüpfenden melodischen Linien und einfachen Harmonien.“

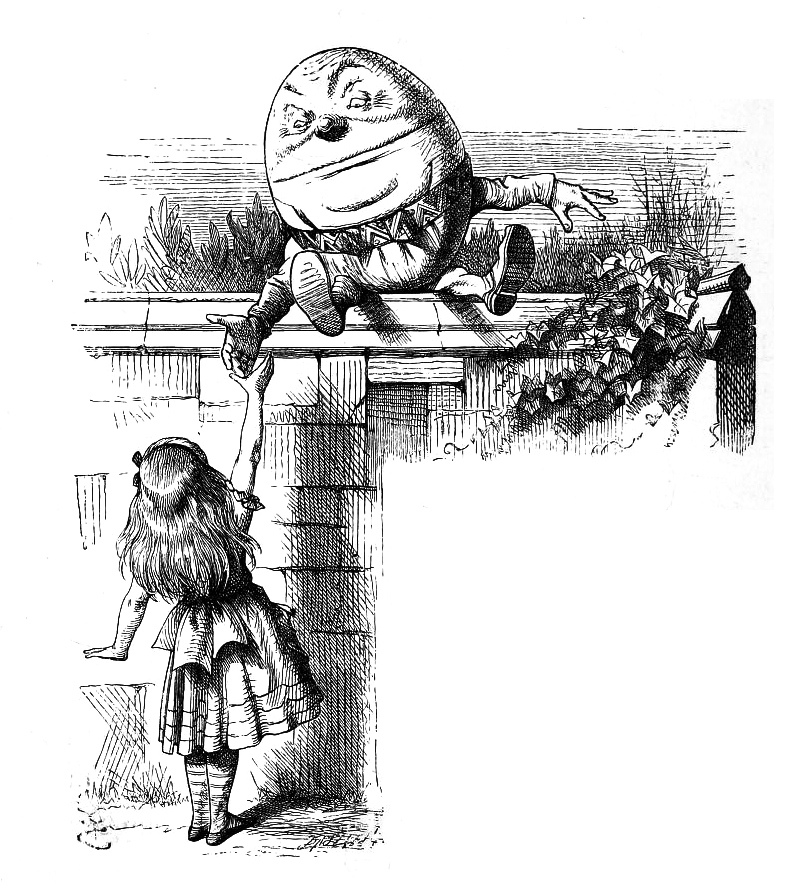
Alice und Humpty Dumpty, Illustration zu Alice hinter den Spiegeln von John Tenniel, 1871

Für Don Tyler ist es einer der typischen Anti-Depressions-Songs dieser Zeit; laut Refrain ist der Sänger „am Gipfel der ganzen Welt“; er lässt den Trübsinn der Welt hinter sich, indem er ein Lied singt. Er habe gerade seinen Pastor angerufen, um ihn daran zu erinnern, dass eine Hochzeit anstehe: wie Humpty Dumpty (eine literarische Figur Lewis Carrolls in Alice im Wunderland) habe er sich gerade frisch verliebt. Vorgestellt wurde der Song erstmals von Al Jolson; 1928 präsentierte ihn der Sänger auch in der Warner-Brothers-Produktion The Singing Fool.
I’m Sitting on Top of the World (Just Rolling Along) ist nicht mit dem durch Howlin’ Wolf bekannten Bluessong Sitting on Top of the World zu verwechseln, der von Walter Vinson und Lonnie Chatmon geschrieben wurde.

## Erste Aufnahmen
Zu den ersten Musikern, die den Song ab 1925 aufnahmen, gehörten die Orchester von Sam Lanin (Banner), Fred Rich (Harmony), Ross Gorman (Columbia), Roger Wolfe Kahn (Victor) und Isham Jones (Brunswick).
In London sang am 2. Februar 1926 das Damenduo Helen und Josephine Trix, gebürtige Yeiser, den Titel für die britische Columbia.

## Spätere Coverversionen und Verwendung in Filmen
Der Diskograf Tom Lord listet im Bereich des Jazz insgesamt 47 (Stand 2015) Coverversionen, u. a. von Glenn Miller, Bob Crosby, George Girard, Johnny Guarnieri, Enoch Light, Lurlean Hunter, Woody Herman, Alex Welsh, Papa Bue Jensen, Dizzy Gillespie und der Dutch Swing College Band. Auch Brenda Lee, Dean Martin und Jerry Lewis coverten I’m Sitting on Top of the World; Les Paul & Mary Ford kamen mit ihrer Version 1952 in die US-Charts. Al Jolson interpretierte ihn erneut 1946 (als Gesangsdouble für Larry Parks) in der Filmbiografie Al Jolson Story; 1955 wurde er von Susan Hayward in I'll Cry Tomorrow und von Doris Day in der Ruth-Etting-Filmbiografie Love Me or Leave Me gesungen.